# کاچوا اوپازیلا
کاچوا اوپازیلا (به لاتین: Kachua Upazila) یک منطقهٔ مسکونی در بنگلادش است که در ناحیه باگرهات واقع شده‌است. کاچوا اوپازیلا ۱۳۱٫۶۲ کیلومتر مربع مساحت و ۹۷٬۰۱۱ نفر جمعیت دارد.